# Batrachorhina flavoapicalis
Batrachorhina flavoapicalis là một loài bọ cánh cứng trong họ Cerambycidae.